# Superpoder

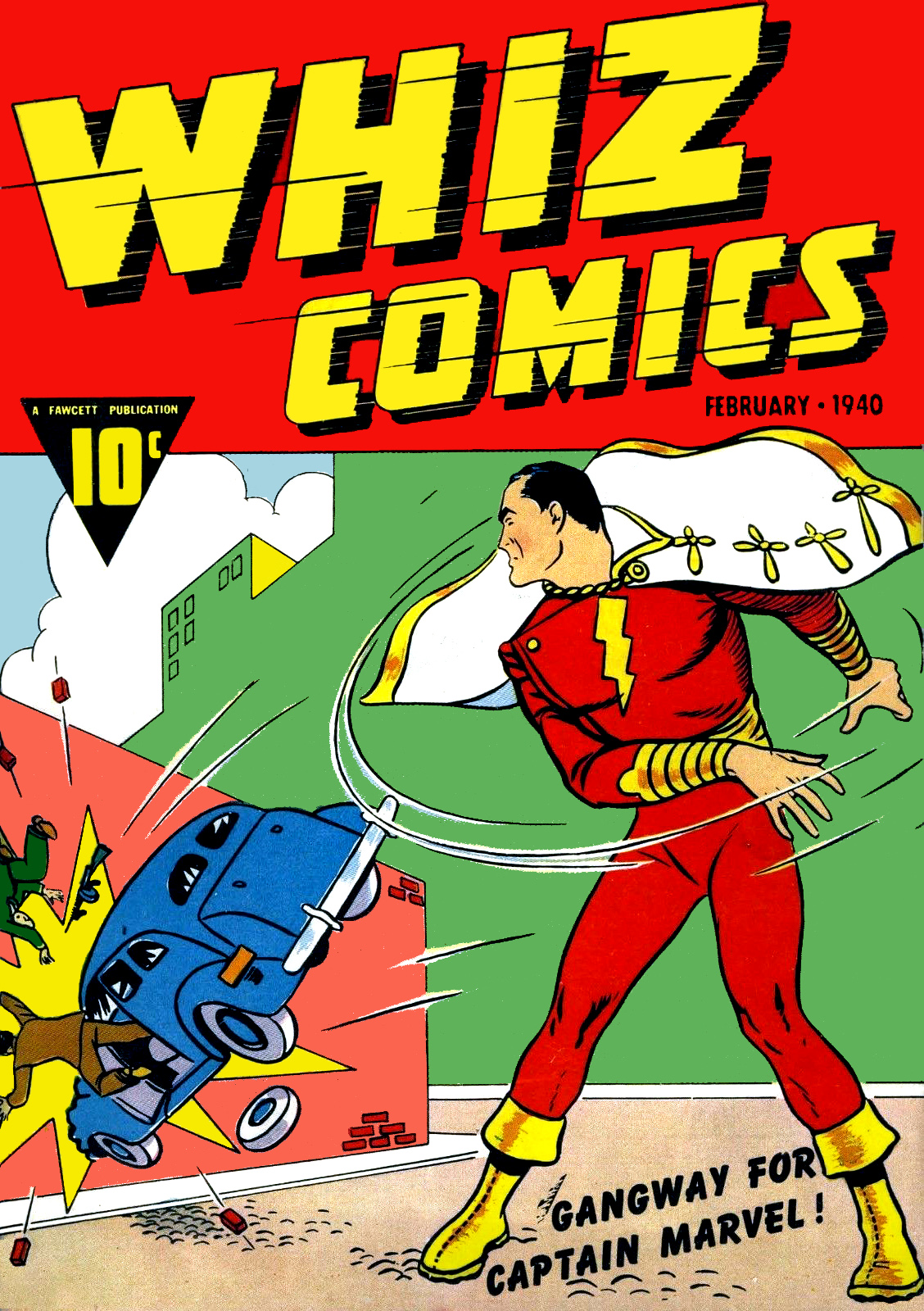
O super-herói Shazam tem habilidades sobre-humanas derivadas da magia.

Um superpoder é uma habilidade sobre-humana atualmente fictícia. Os superpoderes são normalmente exibidos em histórias em quadrinhos de ficção científica, programas de televisão, jogos eletrônicos e filmes como o principal atributo de um super-herói. O conceito originou-se nos quadrinhos americanos e revistas pulp das décadas de 1930 e 1940, e gradualmente se expandiu para outros gêneros e mídias.

## Definição
Não existe uma definição rígida de "superpoder". Na cultura popular, é frequentemente associado a habilidades incomuns, como voo, força aprimorada, invulnerabilidade ou velocidade aprimorada. No entanto, também pode descrever habilidades naturais que atingem o potencial humano máximo, como inteligência aprimorada ou proficiência em armas.
De um modo geral, super-heróis como Batman e Homem de Ferro podem ser classificados como super-heróis, embora não tenham habilidades sobre-humanas reais além de seu talento excepcional e tecnologia avançada. Da mesma forma, personagens com habilidades sobre-humanas derivadas de fontes externas artificiais, como o anel de poder do Lanterna Verde e a armadura do Homem de Ferro de Tony Stark, podem ser descritos como superpoderes, mas o usuário não é necessariamente sobre-humano.
Na ficção, os superpoderes geralmente recebem explicações científicas, tecnológicas, pseudocientíficas ou sobrenaturais. Eles vêm de fontes como magia, tecnologia ou a própria natureza fisiológica do personagem (sendo um alienígena, um ser sobrenatural ou um mutante).

## Na cultura japonesa
Superpoderes são um conceito comumente usado em mangá e anime, particularmente na demografia shōnen. Eles são frequentemente apresentados em mangás e animes populares como Dragon Ball Z, Os Cavaleiros do Zodíaco, Yu Yu Hakusho, One Piece, Black Clover, Naruto, Fullmetal Alchemist, Bleach, Code Geass, Fairy Tail, Hunter × Hunter, Shingeki no Kyojin e Boku no Hero Academia.
Os tipos de poderes apresentados variam de série para série. Alguns, como Dragon Ball e Fullmetal Alchemist, apresentam muitos personagens diferentes que possuem os mesmos tipos de poderes. Outros, como One Piece e Bleach, apresentam personagens com uma ampla gama de poderes diferentes, com muitos poderes sendo exclusivos de apenas um ou alguns personagens.